# Turcica admirabilis
Turcica admirabilis är en snäckart som beskrevs av S. S. Berry 1969. Turcica admirabilis ingår i släktet Turcica och familjen pärlemorsnäckor. Inga underarter finns listade i Catalogue of Life.